# 陽炎型驅逐艦

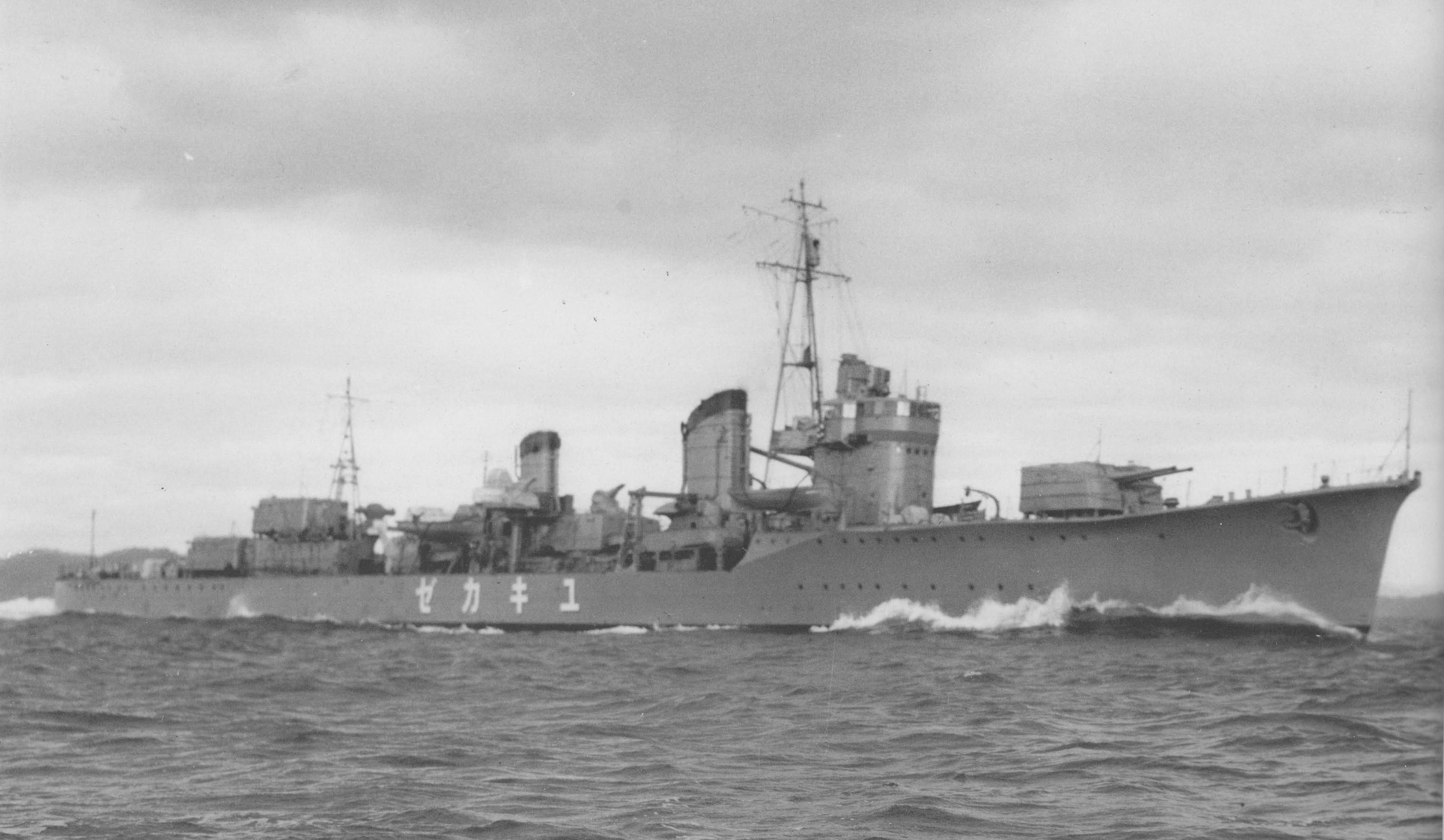
阳炎型8号舰雪风号

陽炎型驅逐艦是大日本帝國海軍的驅逐艦（内部文獻分類為甲型驅逐艦）。
在命名艦「陽炎」被擊沉後，海軍內部文件中的「陽炎型」被改為「不知火型」。後對該型號進行改良量產，并以首艦名字“夕雲”命名为“夕云型”。

## 建造

### 陽炎型
由於倫敦海軍條約，當時預定作為驅逐艦主力的吹雪級生產總量受到控管。為規避條約限制，海軍生產比吹雪級小，但具備同等戰力的「初春型驅逐艦」。然而，在比吹雪型細小的艦身裝上相同武裝，造成船隻重心偏高問題；因此又推出初春型的改良型「白露型驅逐艦」，但修正後的武裝不能滿足海軍需求。其後的「朝潮型驅逐艦」武裝與船體同吹雪型相當，但速度與續航距離不能滿足海軍。
1937年，倫敦海軍條約到期。為滿足需求，日本海軍推動海軍第三次補充計劃，其中決定建造新型驅逐艦18艘，要求規格武裝與吹雪型同等以上，速度與績航距離比朝潮型好，艦政本部計算要滿足全部要求估計需要排水量2700噸、全長120公尺、機關出力6万馬力、速度35節。計劃實品為陽炎型驅逐艦。
補充計劃預定生產18艘陽炎級，但受大和級戰艦的預算以及噸位排擠效應影響，此計劃下僅編列15艘。（在被刪除的3艘陽炎級以外，還刪除了1艘伊一五型潛艇。）
在1939年的第四次海軍補充計畫中又加造4艘陽炎級，因此陽炎級最後生產19艘，與之後的改良版夕雲級合計38艘，並擔負太平洋戰爭第一線各項任務。日軍驅逐艦數量始終不足，因此這批新型艦出勤率高，耗損也大，戰爭結束時只剩雪風一艘。

### 夕雲型
海軍續於1939年的第四補充計劃追加陽炎型5隻。另因不滿陽炎型的35節速度，決定量產10隻此艦的改良型，命名為「夕雲型」。

## 諸元

### 陽炎型
船體基本以朝潮型為藍本，經過第四艦隊事件，設計時考慮到船體強度與輕量化。武裝方面，加強了對魚雷的防禦，集海軍各驅逐艦之大成。

### 夕雲型
由於部份艦達不到陽炎型的35節最高速度，於是把船體延長，變更艦尾水下的形狀，使全部艦皆能維持35節的速度。主砲由平射専用C型砲塔（仰角55度）變更為仰角75度的D型砲塔，但大仰角時欠缺連射能力，對空不是十分出色。
電子機器方面，當時海軍主力為九三式聽音機與九三式探信儀，後來裝備三式探信儀，對潜能力不算出色。雷達方面，由於竣工時已是大戰中，大部份皆搭載雷達設備。

### 要目
各數值等，如複數書寫，則分別為 陽炎型／夕雲型 資料。
- 標準排水量：2000／2077噸
- 全長：118.5／119.3公尺
- 寬幅：10.8米
- 吃水：3.8米
- 時速：35節
- 乘員：239/225人
- 搭載燃料：重油622／600噸
- 續航力：18節時5000海里
- 武器裝備
  - 火砲：50口徑三年式12.7厘米連裝砲（C型／D型）砲塔 3基
  - 機槍：九六式25毫米高射機炮 2基
  - 魚雷攻擊設備：92式4連裝魚雷發射管 2基
  - 對潛攻擊設備：94式深水炸彈投射機 1基、深水炸彈投下軌道

## 活躍
陽炎型於開戰時、夕雲型於中盤登場時皆受海軍期待，原來的任務應為「對敵艦隊魚雷攻擊」，但實際上作為航母與輸送船團的護衛比較多，於瓜達爾卡納爾島初次從事島輸送作戰。由於主要是為艦隊決戰而建造，對空、對潜能力不算十分優秀。隨著作戰消耗，到終戰時依然生存的只有雪風。
- 天津風

開戰初期於1942年2月26爪哇島攻略時擔任輸送船團護衛，捕捉到荷蘭醫療船Op Ten Noort（オプテンノート），護衛其至婆羅洲。此醫療船其後為日本使用，改名「天応丸」（1944年改名「第二冰川丸」）。
- 秋雲、卷雲、風雲

中途島海戰時、為大破的航母飛龍實行自沈。卷雲與風雲各發射魚雷、卷雲一魚雷命中。南太平洋海戰時，秋雲與卷雲用魚雷把被日本機動部隊航空隊攻擊而航行不能的航母大黃蜂號擊沈。卷雲是世界海戰史上首隻二度用魚雷擊沈航航母艦的驅逐艦。

## 同型艦

### 陽炎型
- 陽炎

1939年11月6日，舞鶴工廠竣工。開戰後為航母機動部隊作護衛參加拉包爾攻略作戰、斯里蘭卡島機動作戰。其後參加第三次所羅門海戰、塔薩法隆格海戰。1943年5月8日輸送作戰時於索羅門群島庫拉灣觸水雷損傷，航行不能，被美軍機攻擊沉沒，6月20日除籍。
- 不知火（しらぬい）

1939年12月20日，浦賀船渠竣工。開戰後為航母機動部隊直衛，參加馬來半島海戰、拉包爾攻略、斯里蘭卡島機動作戰。1942年7月5日在基斯卡島海面被美潛艦「Growler」魚雷擊傷。於舞鶴修理後，翌年3月10日重回戰線。1944年（昭和19年）10月27日於雷伊泰灣海戰時前往救助損傷的輕巡洋艦「鬼怒」，返航途中前往救助大破坐底的驅逐艦「早霜」時被美航母艦載機攻擊，於菲律賓諸島錫布延海沉沒，12月10日除籍。
- 黑潮

1940年1月15日，藤永田造船所竣工。参加泗水海戰、南太平洋海戰、第三次所羅門海戰。1943年5月8日於科倫班加拉島附近海上觸雷損傷，再被美軍機攻擊沉沒，6月20日除籍。
- 親潮

1940年8月20日，舞鶴工廠竣工。参加泗水海戰。1943年5月8日於索羅門群島方向觸雷損傷，被美軍機攻擊沉沒，6月20日除籍。
- 早潮

1940年8月21日，浦賀船渠竣工。参加南太平洋海戰、第三次所羅門海戰。1942年11月24日從事萊城增援作戰，受美陸軍機攻擊，於新幾內亞島東方海上沉沒，12月24日除籍。
- 夏潮

1940年8月21日，藤永田造船所竣工。参加達佛攻略作戰。1942年2月6日被美潛艦「S－27」魚雷擊傷，9日浸水沉沒，28日除籍。
- 初風

1940年2月15日，神戶川崎造船所竣工。参加南太平洋海戰。1943年11月1日布干維爾島海戰時與重巡洋艦「妙高」衝突損傷。翌2日，脫離戰線時被美水上部隊攻擊沉沒，翌年1月5日除籍。
- 雪風

1940年（昭和15年）1月20日竣工。1947年7月6日作為賠償艦讓與中華民國海軍，1966年座礁後解体。
- 天津風（あまつかぜ）

1940年10月26日，舞鶴工廠竣工。参加南太平洋海戰、第三次所羅門海戰。1944年1月16日從事輸送作戰時被美潛艦魚雷擊中，航行不能，於海上漂流，被驅逐艦「朝顔」救助曳航至胡志明市，翌年3月復歸戰線。1945年（昭和25年）4月6日受美陸軍機攻擊於厦門灣擱座，沉沒，8月10日除籍。
- 時津風（ときつかぜ）

1940年12月15日，浦賀船渠竣工。参加南太平洋海戰。1943年3月3日被美陸軍機與澳州軍機攻擊，於俾斯麥海戰没，4月1日除籍。
- 浦風（日语：浦風 (陽炎型駆逐艦)）

1940年12月15日，藤永田造船所竣工。参加中途島海戰、馬里亞納海戰。1944年11月21日被美潛艦「海獅號」魚雷擊中，於台灣海峡沉沒。
- 磯風

1940年11月30日，佐世保海軍工廠竣工。参加南太平洋海戰、馬里亞納海戰。1945年4月7日坊之岬海戰時隨戰艦「大和」出擊，受到美航母艦載機攻擊於東海沉沒。
- 濱風

1941年6月30日，浦賀船渠竣工。参加中途島海戰、馬里亞納海戰。1945年4月7日坊之岬海戰時隨戰艦「大和」出擊，受美航母艦載機攻擊於東海沉沒。
- 谷風

1941年4月25日，藤永田造船所竣工。参加中途島海戰、南太平洋海戰。1944年6月9日，被美潛艦「Hada」魚雷攻擊，於塔威塔威島沉沒。
- 野分

1941年4月28日，舞鶴工廠竣工。参加中途島海戰、南太平洋海戰、馬里亞納海戰。1944年10月25日，雷伊泰灣海戰時被美水上部隊攻擊，於菲律賓南部聖貝納迪諾海峽沉沒。
- 嵐（日语：嵐 (駆逐艦)）

1941年（昭和16年）1月21日，舞鶴工廠竣工。参加中途島海戰、南太平洋海戰。1943年8月6日韋拉灣海戰時與美水上部隊交戰，於索羅門群島科倫班加拉島附近海上沉沒。
- 萩風

1941年3月31日，浦賀船渠竣工。参加中途島海戰。1943年8月6日韋拉灣海戰時與美水上部隊交戰，於科倫班加拉島附近海上沉沒。
- 舞風

1941年7月15日，藤永田造船所竣工。参加中途島海戰、南太平洋海戰。1943年2月17日受美航母艦載機攻擊與美水上部隊交戰，於加羅林群島夏克島附近海上沉沒。
- 秋雲

1941年9月27日，浦賀船渠竣工。1944年4月11日受美潛艦「Redfin」雷擊，於印度尼西亞三寶顏近海沉沒。

## 關連項目
- 大日本帝國海軍艦艇列表